# Cabine de police
Ne doit pas être confondu avec Cabine téléphonique ou Kōban.

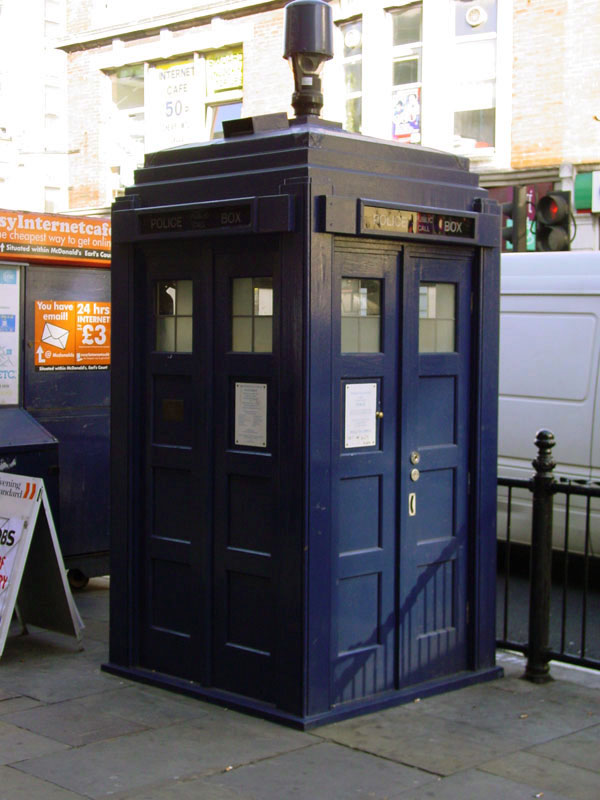
Cabine de police près de la station de métro Earl's Court à Londres, construite en 1996 sur le modèle de 1929 créé par Gilbert Mackenzie Trench.

Une cabine de police est une cabine téléphonique ou un poste d'appel destiné à être utilisé par la police, ou par des personnes du public pour contacter la police. Elles ont été utilisées au Royaume-Uni pendant une importante part du XXe siècle, à partir des années 1920. Contrairement à une cabine téléphonique publique, une cabine de police possède un téléphone utilisable depuis l'extérieur, et l'intérieur de la cabine est aménagé comme un petit poste de police pour permettre aux policiers de rédiger des procès-verbaux, prendre une pause, ou même enfermer temporairement un suspect jusqu'à l'arrivée d'un fourgon.
Les cabines de police datent d'avant l'époque des télécommunications mobiles. De nos jours, les policiers ont un talkie-walkie voire un téléphone portable et n'utilisent plus ces postes. La plupart des cabines de police ont donc été retirées du service actif, certaines ont été démolies et d'autres reconverties.
Une cabine de police britannique typique était équipée d'un téléphone relié directement au poste de police le plus proche, permettant aux policiers en patrouille de rester en contact avec le poste, de faire un rapport en cas d'événement inhabituel, ou d'appeler des renforts en cas de besoin. Une lumière au sommet de la cabine s'allume pour indiquer que le poste demande à un policier de le contacter. La cabine permet également à des personnes du public de contacter la police en cas d'urgence.
Ces cabines étaient généralement bleues, sauf à Glasgow où elles étaient rouges jusqu'à la fin des années 1960. En plus du téléphone, elles contenaient d'autres équipements d'urgence comme un extincteur, une trousse de premiers soins et un registre pour noter les incidents.
De nos jours, la cabine de police bleue est surtout associée à la série britannique Doctor Who, où la machine à voyager dans le temps du héros, le TARDIS, prend la forme d'une cabine de police britannique des années 1960.

## Historique

### États-Unis
Le premier téléphone de police est installé à Albany dans l'État de New York en 1877, un an après le dépôt du brevet du téléphone par Alexander Graham Bell. Des postes d'appel utilisables par la police et par des personnes de confiance sont installés à Chicago en 1880, dans des kiosques pour les protéger des aléas météorologiques et pour restreindre leur accès afin d'éviter les fausses alertes. En 1883, Washington installe son propre système, suivi par Detroit en 1884 et Boston en 1885. Il s'agit de téléphones en ligne directe, généralement placés dans une boîte métallique sur un poteau, qu'on ouvre avec une clé ou en brisant un panneau de verre. À Chicago, l'utilisation des téléphones est réservée à la police, mais l'appareil contient aussi un mécanisme d'appel simplifié à destination du grand public, permettant d'envoyer différents types d'alarmes par le télégraphe ; il y a 11 signaux différents, dont « Demande de fourgon de police », « Voleurs », « Faussaires », « Meurtre », « Accident », « Incendie » ou « Ivrogne ».

### Royaume-Uni

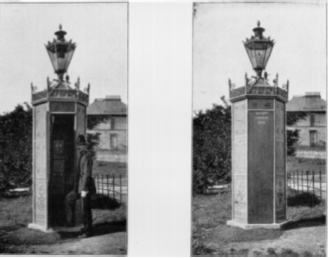
Publicité de 1894 pour le « Glasgow Style Police Signal Box System », les premières cabines de police vendues par la National Telephone Company.

Les premiers téléphones de police du Royaume-Uni sont installés en 1891 à Glasgow. Il s'agit de grandes cabines hexagonales en fonte, peintes en rouge et portant une grande lanterne à gaz au sommet. Elles sont équipées d'un mécanisme permettant au poste de police dont elles dépendent d'allumer les lanternes, afin de signaler aux policiers qu'ils doivent contacter le poste de police pour recevoir des instructions. Comme à Chicago, il est d'abord prévu que des personnes de confiance n'appartenant pas à la police puissent accéder au téléphone en cas d'urgence, grâce à une clé spéciale qui leur est attribuée et reste bloquée dans la serrure jusqu'au moment où un policier la libère à l'aide d'une clé maîtresse. Quand de nouvelles cabines de police rectangulaires sont introduites à Glasgow en 1912, leur lanterne à gaz est remplacée par une lampe électrique et leur accès devient réservé à la police.
La cabine de police rectangulaire en bois est introduite en 1923 à Sunderland par le commissaire Frederick J. Crawley, puis en 1935 à Newcastle quand il y est muté. Frederick Crawley serait le premier (en tout cas au Royaume-Uni) à proposer le concept de la « cabine de police » en tant que poste de police miniature au lieu d'en faire juste un point d'appel, et à inclure un accès illimité du téléphone au public pour contacter la police ainsi que les ambulances et les pompiers.
La Metropolitan Police (Met) introduit les cabines de police à Londres entre 1928 et 1937, sur le modèle devenu par la suite le plus célèbre, créé par l'architecte de la Met, Gilbert Mackenzie Trench, en 1929,. Initialement, deux prototypes sont installés sur le nouveau Becontree Estate en 1928, le gagnant étant engagé par la police pour construire 43 cabines de bois à toit de ciment à titre expérimental, dans les subdivisions de Richmond en 1929 puis Wood Green en 1930. Après leur succès, les cabines se répandent sur tout le Grand Londres dans les huit années qui suivent, avec des évolutions du modèle de Gilbert Mackenzie Trench : la cabine est désormais entièrement en ciment pour être plus solide, à l'exception des portes qui sont en teck. Cependant les policiers se plaignent que les cabines de ciment sont plus froides et humides que les anciens modèles en bois, elles doivent donc être équipées de chauffages plus performants. Les cabines sont normalement équipées d'un tabouret, un bureau, une brosse et un plumeau, un extincteur, une trousse de premiers soins et un petit chauffage électrique. Comme les premières cabines de Glasgow à la fin du XIXe siècle et au début du XXe siècle, les cabines de police londoniennes ont une lanterne au sommet, qui clignote pour indiquer aux policiers qu'ils doivent contacter le poste de police.
En 1953, il existe 685 cabines de police dans le Grand Londres ainsi que 72 petits postes d'appel de la police également conçus par Gilbert Mackenzie Trench, utilisés dans les zones où il n'y avait pas assez de place pour un kiosque plus grand. Entre 1923 et 1960, le système des cabines ou des postes d'appel de la police est adopté par toutes les polices locales de Grande-Bretagne. La conception et la construction des cabines ou des téléphones sont laissées à la discrétion des autorités locales, et changent donc beaucoup selon les endroits, mais beaucoup d'entre elles utilisent les trois modèles successifs fournis par le General Post Office (GPO).

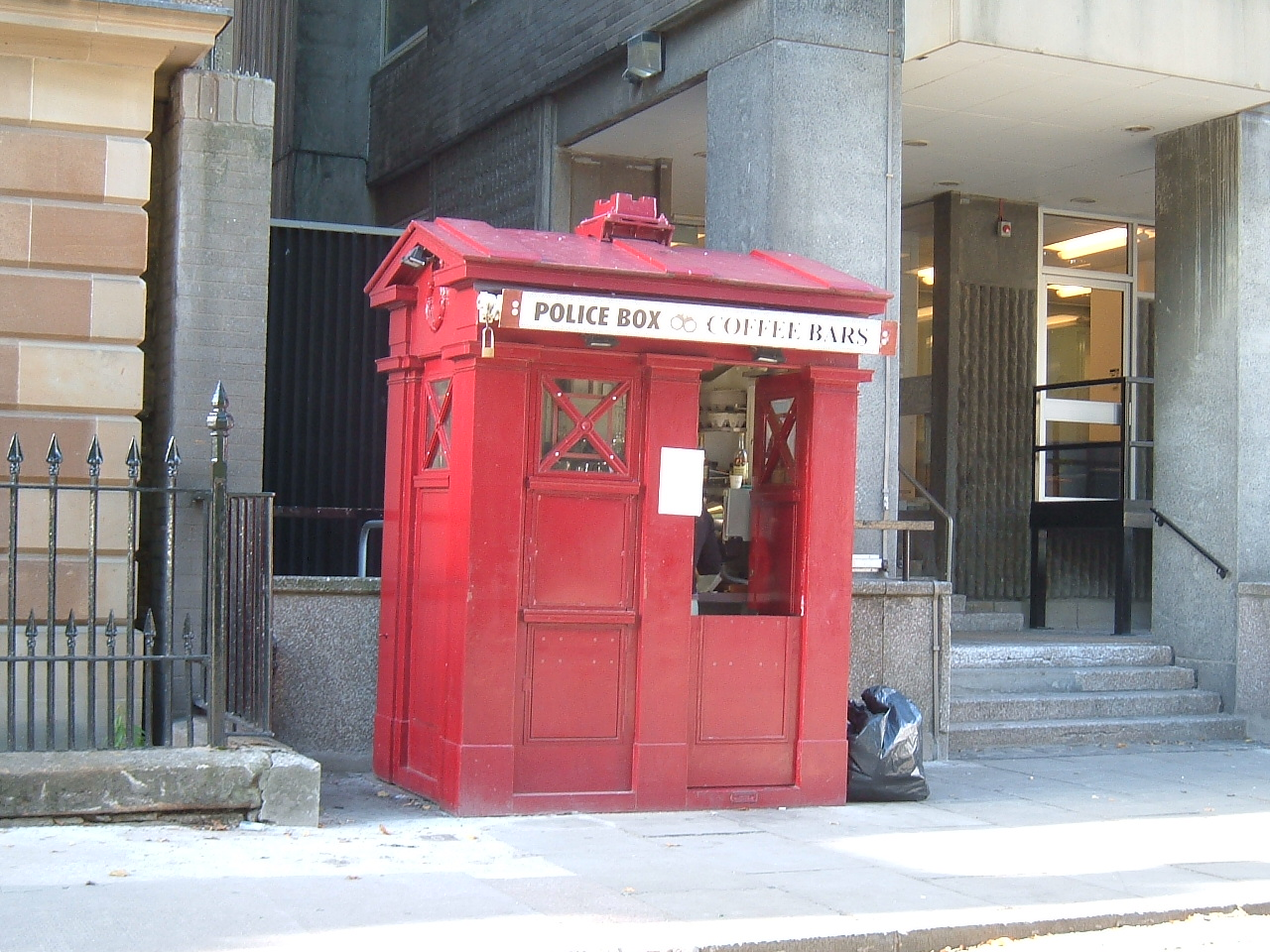
Ancienne cabine de police d'Édimbourg convertie en café.

Les cabines de police continuent de jouer un rôle important jusqu'à la fin des années 1960 et le début des années 1970, puis elles sont délaissées au profit des radios individuelles. Les principales fonctions des cabines étant rendues obsolètes par l'utilisation du talkie-walkie et la généralisation de l'accès du public aux téléphones, en particulier au numéro d'urgence 999, il existe désormais très peu de cabines de police au Royaume-Uni. Certaines ont été converties en cafés, en particulier à Édimbourg, bien qu'il s'y trouve aussi plusieurs anciennes cabines de police inutilisées et plus ou moins dégradées. Les cabines de police d'Édimbourg ont une forme rectangulaire relativement large, conçue par Ebenezer James MacRae, qui s'est inspiré de l'architecture néoclassique très répandue dans la ville. À leur apogée, il y en avait 86 dans la ville. En 2012, 22 ont été vendues par la police locale, qui n'en possède plus que 20.

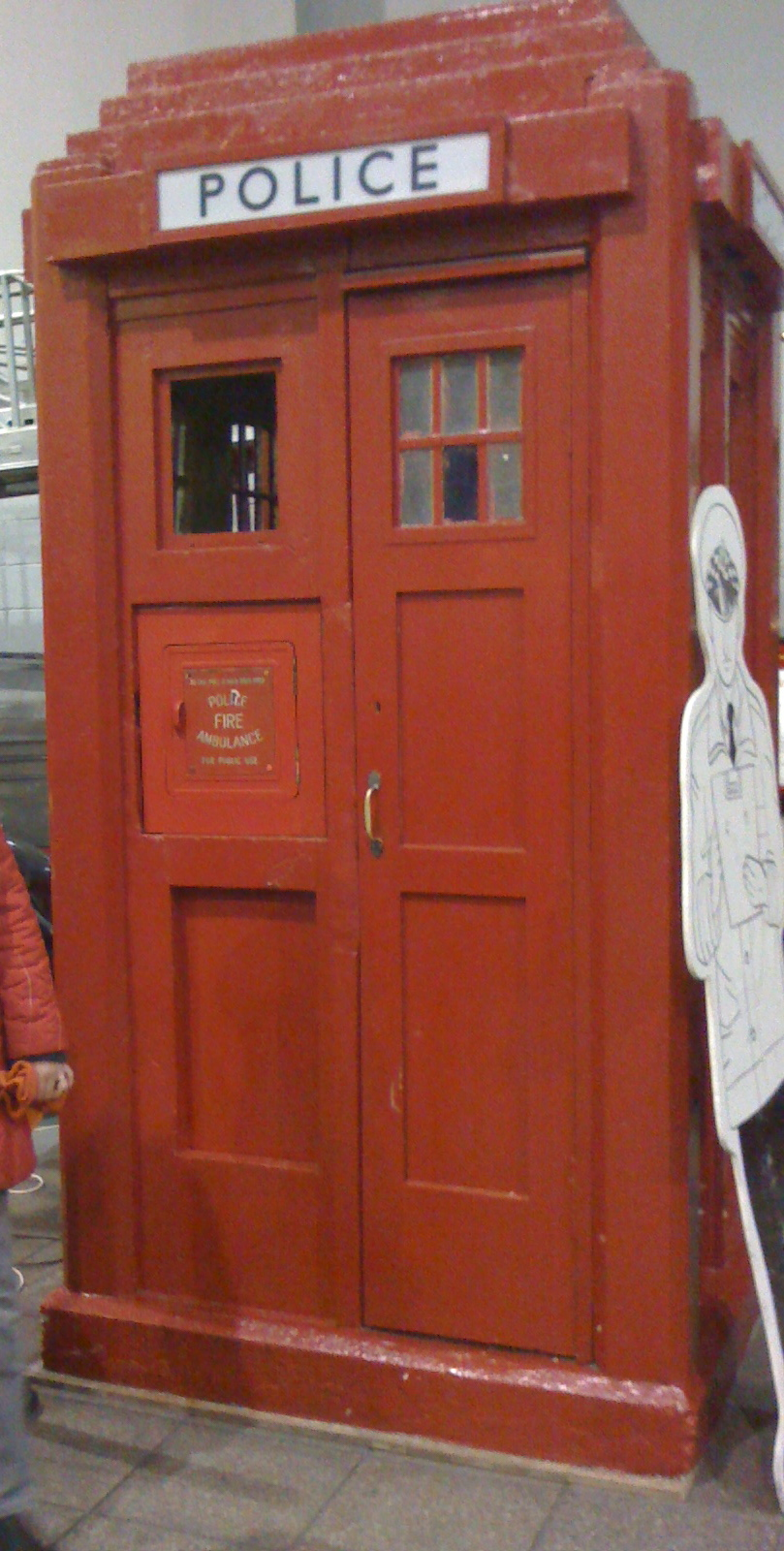
Cabine de police rouge de Glasgow exposée au Glasgow Museum of Transport.

À partir de 1933, la police de Glasgow utilise une version un peu simplifiée de la cabine de police de Londres pour remplacer ses anciens postes d'appel en fonte. Ce rééquipement fait partie de la restructuration des forces de police de Glasgow initiée par Percy Sillitoe à la fin de l'année 1931. Comme les postes d'appel en fonte, les nouvelles cabines de police de Glasgow sont d'abord rouges, puis la popularité de la série Doctor Who les fait repeindre en bleu à la fin des années 1960.
En 1994, la police de Strathclyde décide de faire démolir les cabines de police de Glasgow, mais l'intervention de sociétés de préservation du patrimoine comme le Civil Defence & Emergency Service Preservation Trust et le Glasgow Building Preservation Trust permet de garder quelques cabines, qui font désormais partie du patrimoine architectural de la ville. Il en reste au moins quatre dans les rues de la ville (Great Western Road, Buchanan Street, Wilson Street et Cathedral Square). Une autre cabine rouge a été conservée au Glasgow Museum of Transport, puis a été rendue au Civil Defence Trust car elle ne pouvait pas aller dans le nouveau musée. Les quatre cabines dans les rues sont exploitées sous licence par un café de Glasgow. En 2009, seules celles de Great Western Road et de Buchanan Street sont équipées pour vendre du café et des boissons, et des restrictions édictées par le Civil Defence Trust empêchent de modifier l'extérieur par rapport au modèle d'origine.
Le Civil Defence & Emergency Service Preservation Trust gère désormais les 11 cabines de police « Mackenzie Trench » restantes du Royaume-Uni pour un opérateur privé. Une autre de ces cabines est conservée au National Tramway Museum de Crich dans le Derbyshire. L'une des cabines gérées par le Civil Defence Trust se trouve au Kent Police Museum à Chatham dans le Kent, une autre au Grampian Transport Museum. Une autre cabine de police créée par Gilbert Mackenzie Trench se trouve dans le sous-sol du centre d'entraînement de la Met à Hendon. Elle n'est pas accessible au public, mais elle est visible depuis les métros de la Northern line entre Colindale et Hendon Central, sur la gauche.

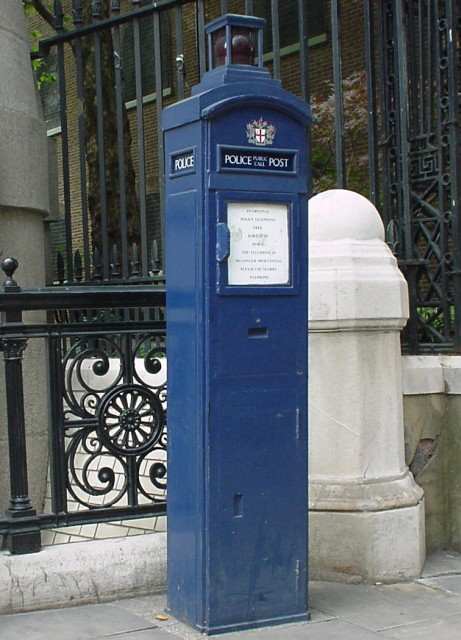
Poste d'appel désaffecté dans le quartier de St. Martin's Le Grand à Londres.

À Londres, en plus des cabines, il existe encore huit postes d'appel de police désaffectés classés Grade II. Ce sont des postes rectangulaires en fonte, placés là où la largeur des rues ne permettait pas d'installer des cabines. Quand ils étaient fonctionnels, un compartiment contenait le téléphone et un autre une trousse de premiers soins. Cinquante de ces postes d'appel ont été installés à partir de 1907 et sont restés en service jusqu'en 1988.
Le 18 avril 1996, une nouvelle cabine de police basée sur le modèle de Gilbert Mackenzie Trench est inaugurée à la station de métro Earl's Court de Londres. Elle est équipée de caméras de vidéosurveillance et d'un téléphone pour contacter la police. Le téléphone cesse de fonctionner en avril 2000 quand les numéros de téléphone londoniens sont modifiés, mais la cabine est maintenue bien que le budget de son entretien et de sa maintenance n'existe plus. En mars 2005, la Met reprend le financement de l'équipement et de la maintenance de la cabine.
Glasgow inaugure un nouveau type de cabine de police en 2005. Il s'agit de kiosques automatisés qui connectent les utilisateurs à un opérateur de la police. Les nouvelles cabines sont chromées et servent aussi de points d'information permanents, dotés de trois écrans qui donnent des informations sur la prévention de la délinquance, le recrutement dans la police et des informations touristiques.
Manchester s'est également doté de Help Points (points d'aide) similaires aux kiosques de Glasgow, avec une sirène activée par un bouton d'urgence, qui permet aussi de diriger les caméras de vidéosurveillance à proximité vers l'appelant. Liverpool possède aussi des structures similaires, où un poste d'appel situé sous une caméra de surveillance met en relation directe avec la police.
Boscombe dans le Bournemouth a ouvert une cabine de police similaire aux anciennes en avril 2014 pour tenter de combattre la délinquance locale. La cabine contient un téléphone à utiliser quand un policier n'est pas présent ainsi que des caméras de surveillance et un défibrillateur.

## DansDoctor Who

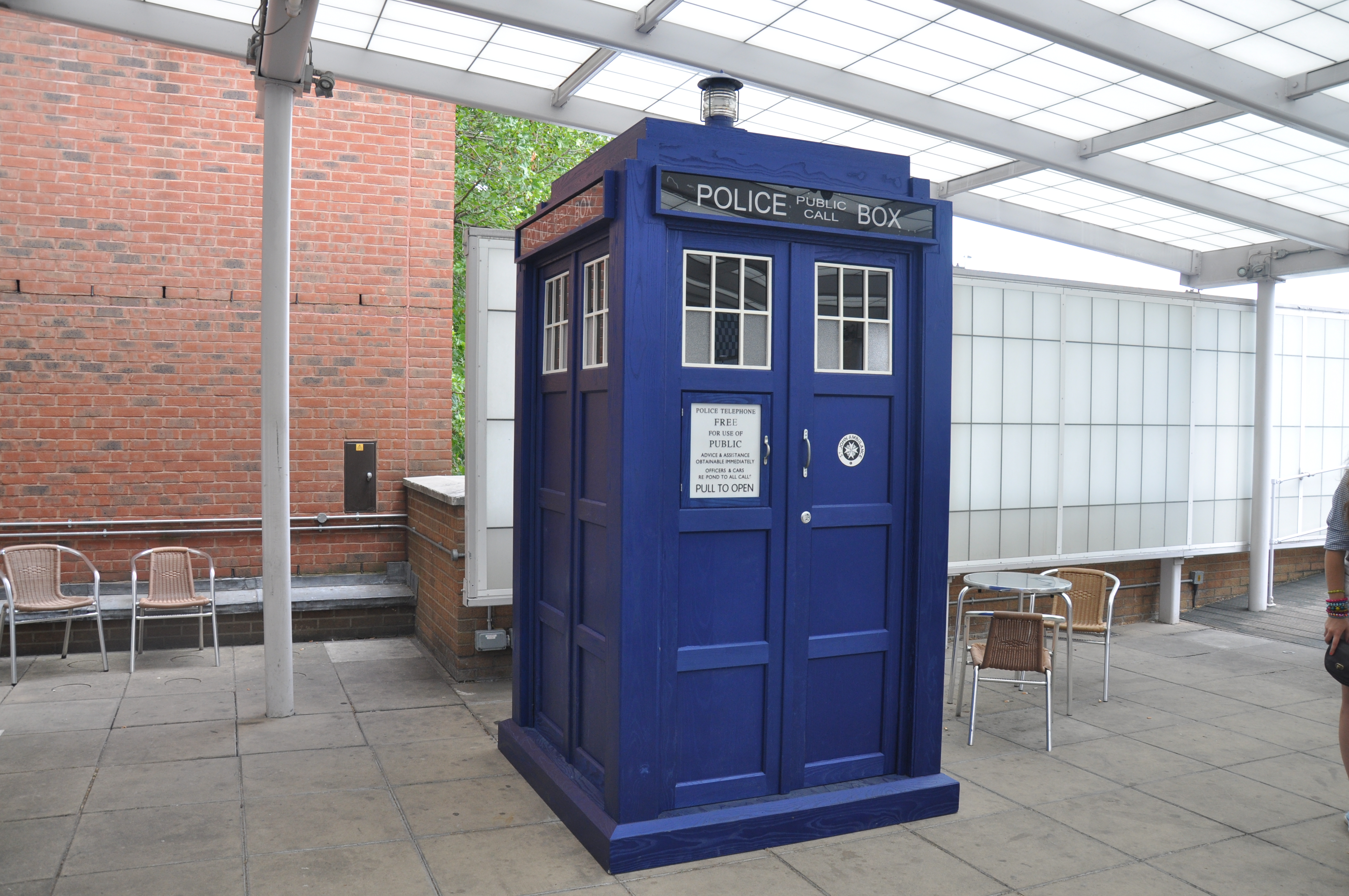
TARDIS utilisé pour la série Doctor Who.

La série télévisée de science-fiction de la BBC, Doctor Who, met en scène une machine à voyager dans le temps, le TARDIS, qui prend la forme d'une cabine de police dans le style de Gilbert Mackenzie Trench. Dans la série, bien qu'un TARDIS soit normalement capable de prendre une apparence qui se fond dans son environnement, le « circuit caméléon » de celui du Docteur est tombé en panne en Angleterre en 1963 et a bloqué le TARDIS dans une apparence de cabine de police, sauf dans un épisode, Attack of the Cybermen, en 1985. La série Doctor Who a commencé en 1963 ; quand les cabines de police ont commencé à devenir obsolètes dans les années 1970, leur image a été davantage associée à la série qu'à la police. En 1996, la BBC a tenté de déposer la forme de la cabine de police bleue pour des produits dérivés de Doctor Who; en 1998, la Met a contesté ce dépôt en objectant que la police détient les droits de l'image de leurs cabines. En 2002, l'Office des brevets du Royaume-Uni a tranché en faveur de la BBC, arguant qu'il n'y avait pas de preuve que la Met ou aucune autre force de police ait déposé les droits de cette image,, ; de plus, la BBC vendait déjà des produits dérivés de Doctor Who, dont le TARDIS, depuis des années sans aucune plainte de la part de la police. La cabine de police continue d'être un élément-clé de la série et apparaît dans presque tous les épisodes.
Les couleurs et les dimensions du TARDIS ont changé au fil des saisons de Doctor Who, et aucun d'entre eux n'est la réplique exacte de la cabine de police créée par Gilbert Mackenzie Trench. Dans la série, c'est expliqué par le fait que le circuit caméléon a tendance à « dériver » s'il est laissé au même endroit trop longtemps, et que celui du TARDIS du Docteur est défaillant. C'est indiqué notamment dans l'épisode Il était deux fois, où le Douzième Docteur rencontre le Premier Docteur, et ce dernier et Bill Potts remarquent les différences entre le TARDIS original et le nouveau.

## Galerie d'images

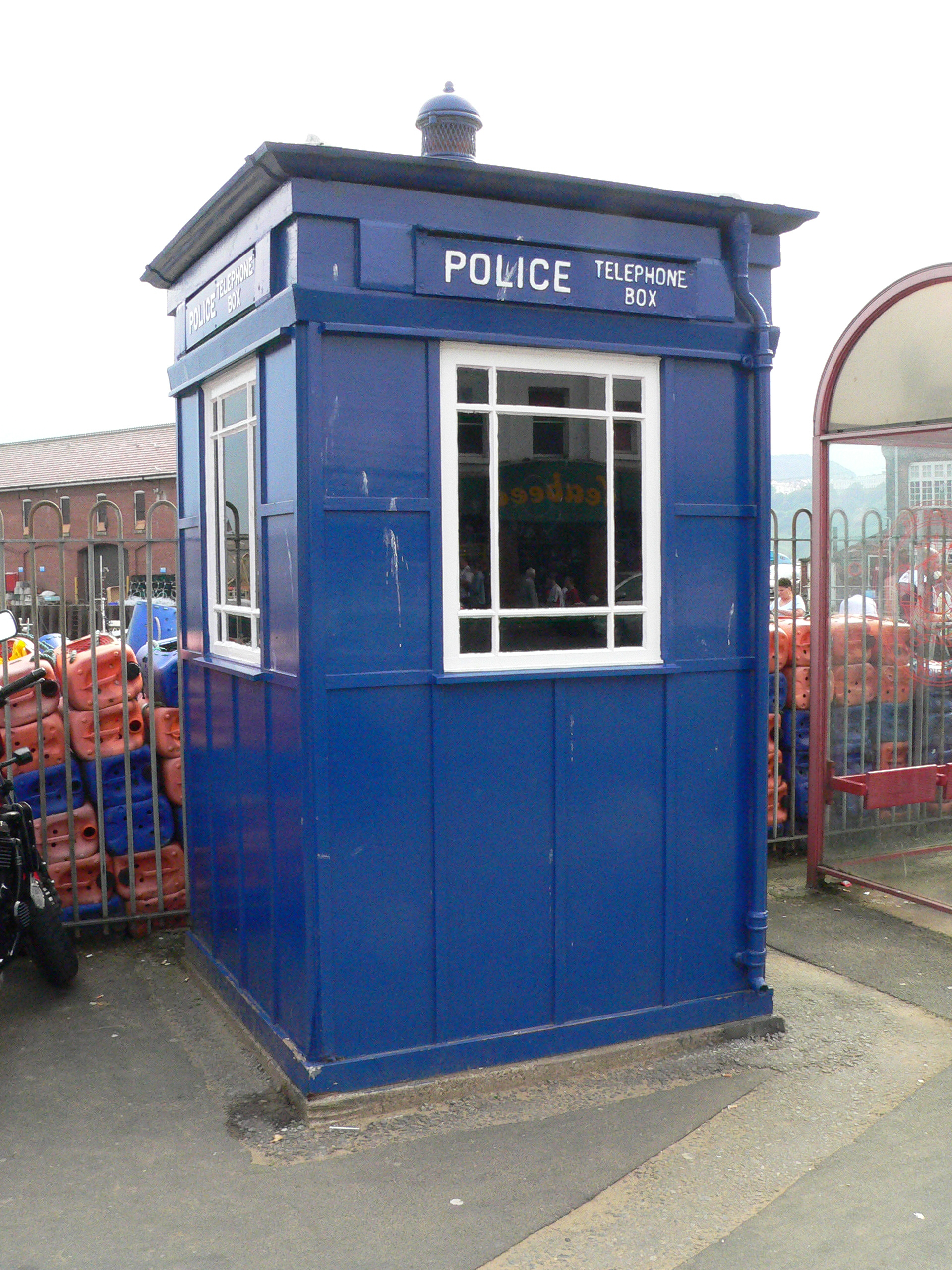
Cabine de police sur le front de mer à Scarborough.
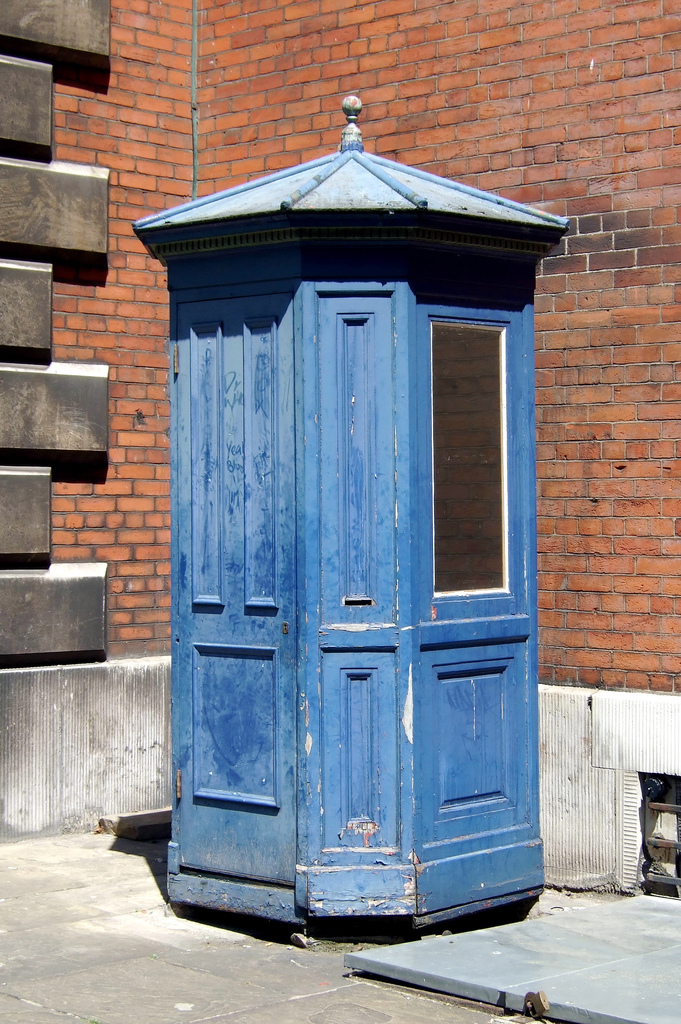
Ancienne cabine de police (sans téléphone) à Covent Garden.
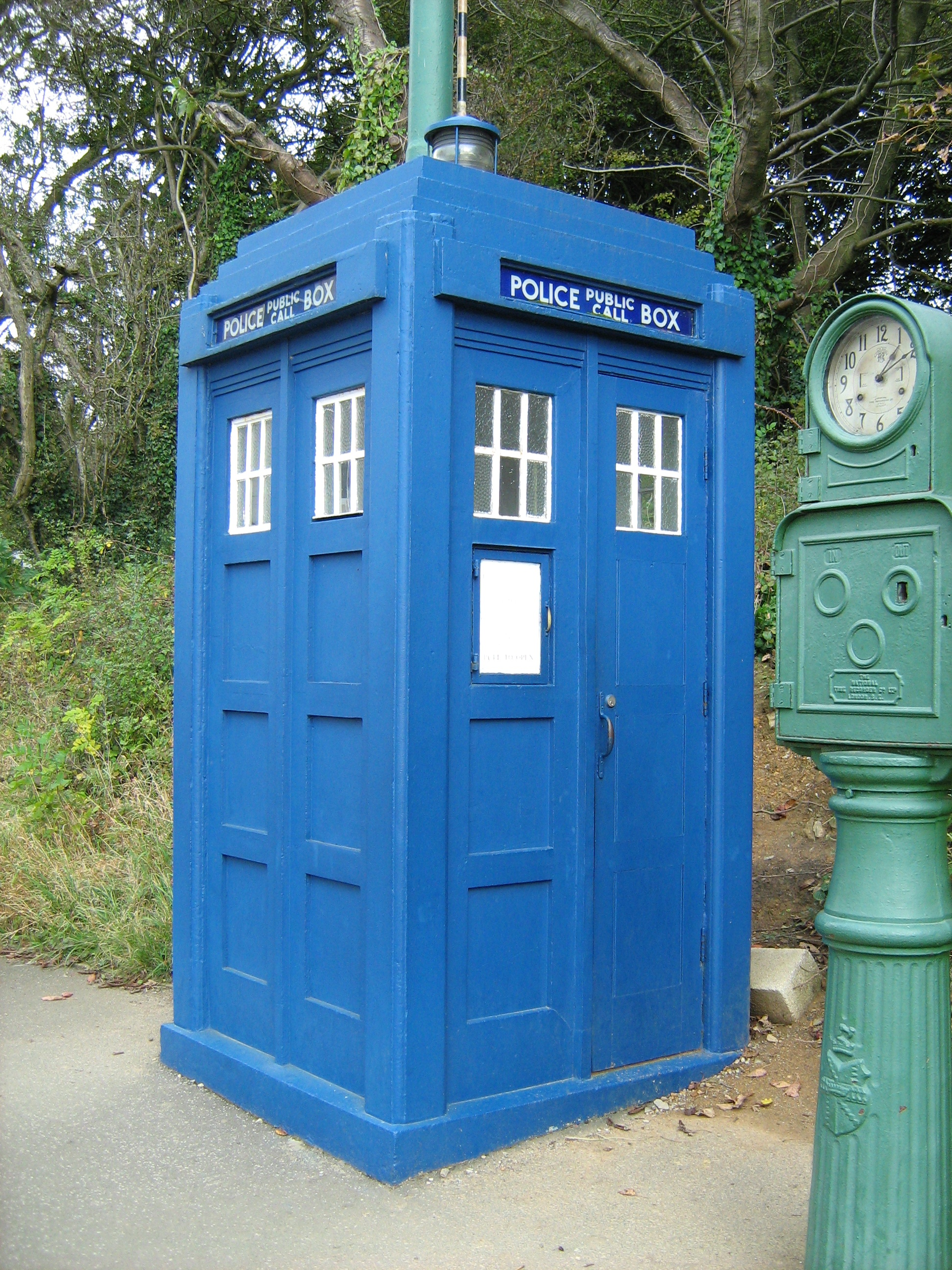
Cabine de police du National Tramway Museum dans le Derbyshire.
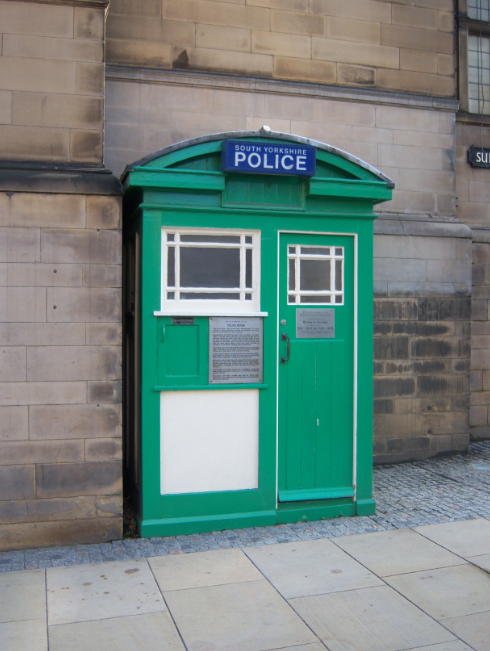
Cabine de police près de l'hôtel de ville de Sheffield.
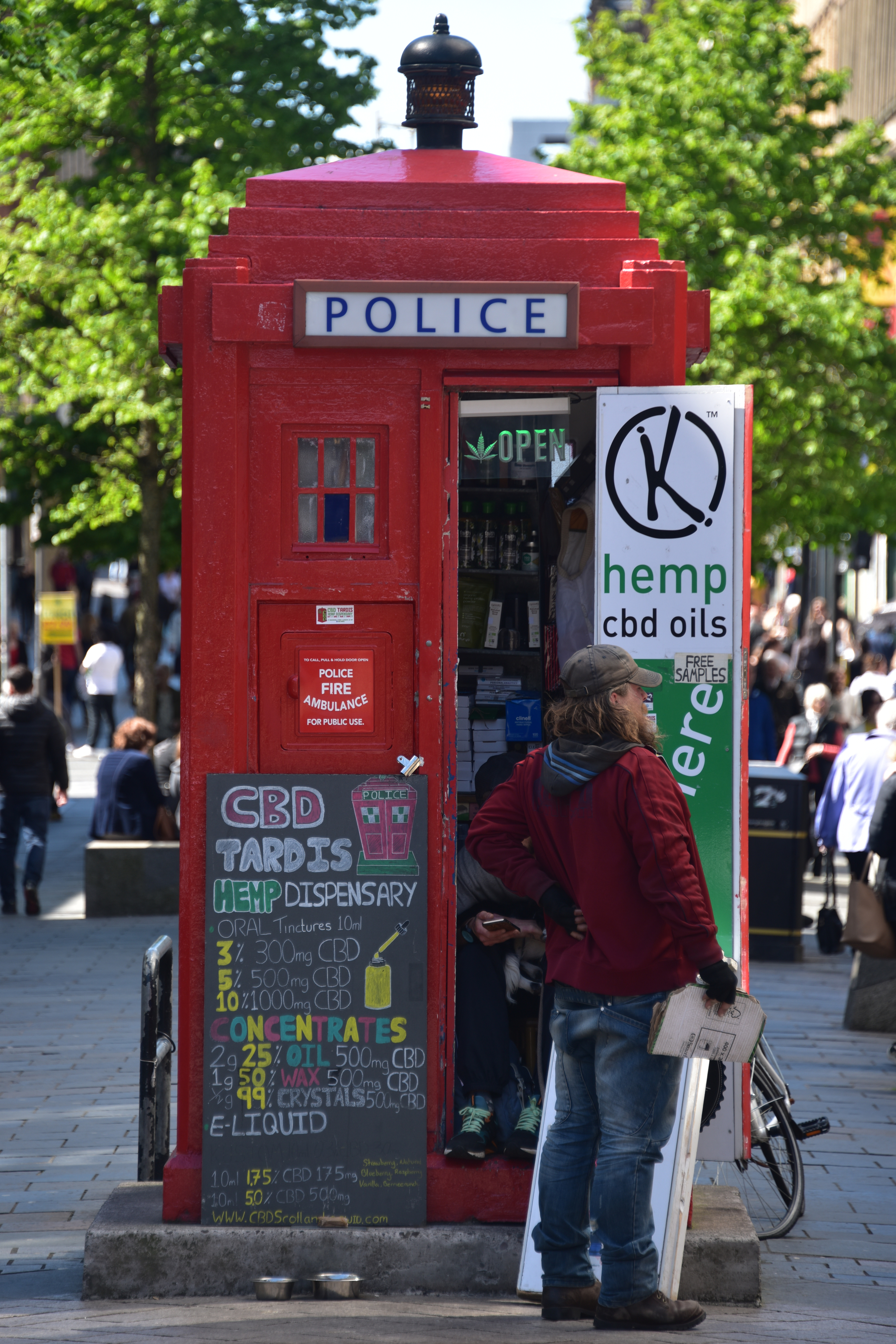
Cabine de police reconvertie à Glasgow.
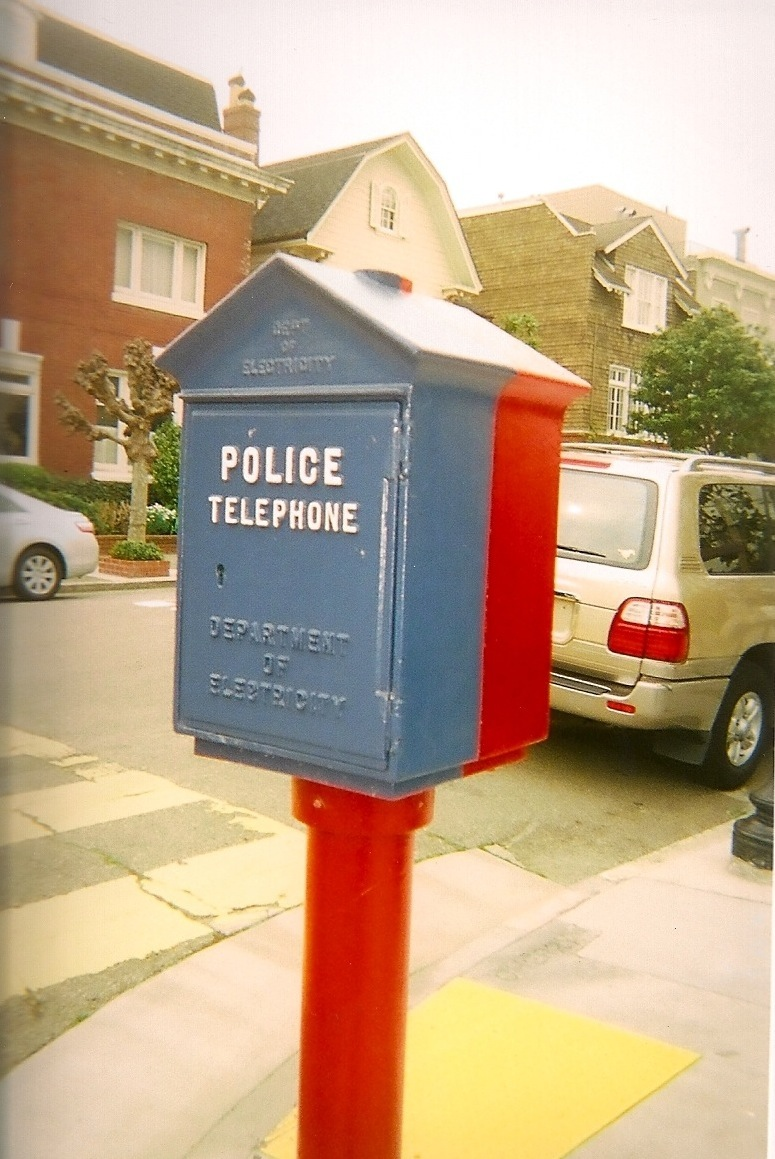
Poste d'appel de la police à San Francisco.
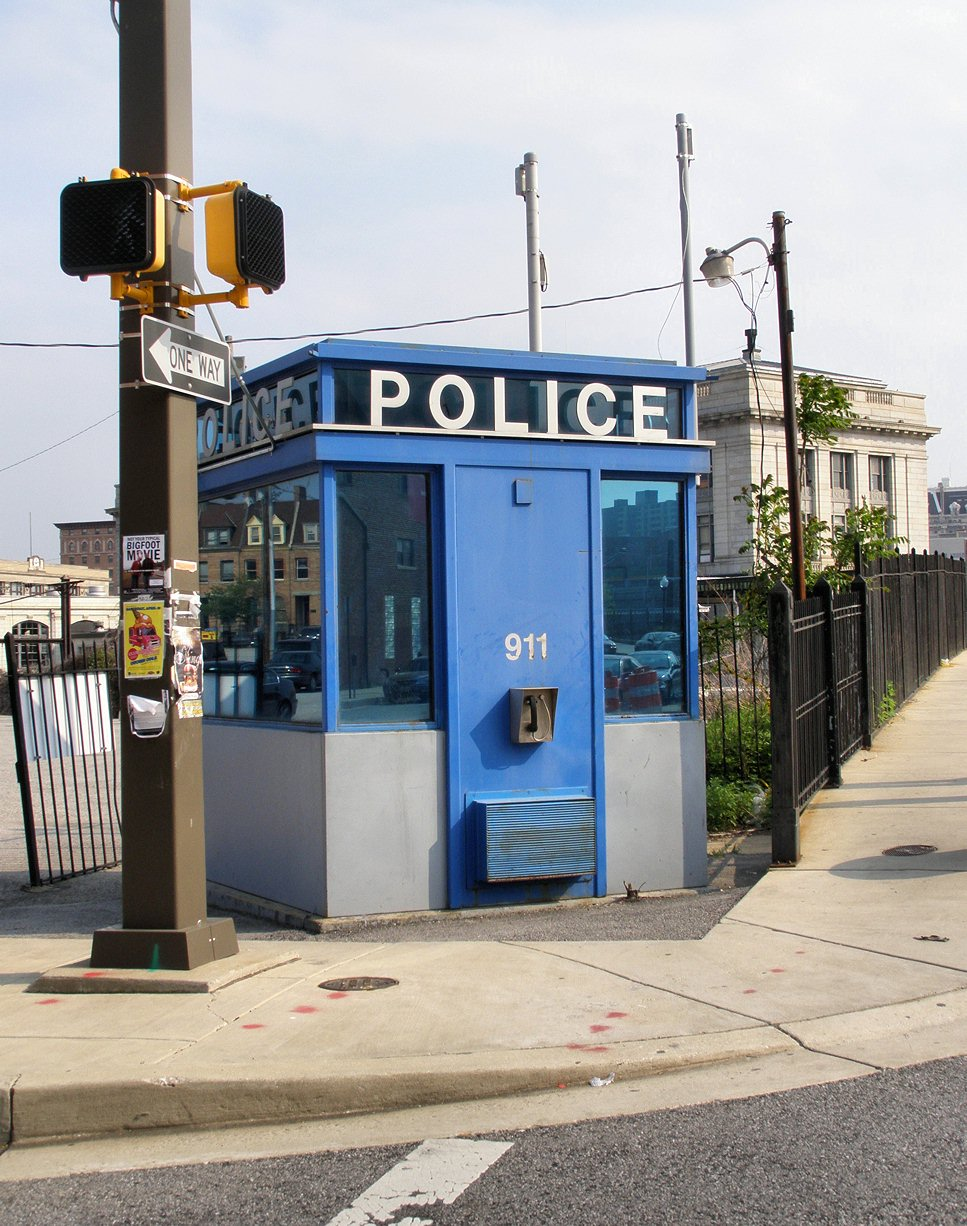
Cabine de police moderne à Baltimore inspirée du modèle britannique.